# Сереніті (порноакторка)
Соня Елізабет Лейн, відома як Сереніті (англ. Serenity, нар. 29.10.1969 в США) — американська журналістка, кінокритикиня, захисниця прав тварин, підприємиця, колишня порноакторка.

## Ранні роки
Народилася в штаті Міссурі, переїхала в Лас-Вегас на початку 1990-х. Має ступінь з журналістики. До порноіндустрії працювала балериною і офіціанткою.
Одружилася зі своїм діловим партнером Стівом Лейном. Бісексуалка, феміністка. 

## Нагороди та номінації
| Рік  | Результат | Премія                                                         | Фільм               |
| ---- | --------- | -------------------------------------------------------------- | ------------------- |
| 1997 | Номінація | Best Couples Sex Scene (разом з Colt Steele)                   | Time Machine        |
| 1998 | Номінація | Best All Sex Girl Scene (з Міссі)                              | Crazed              |
| 1998 | Номінація | Краща акторка                                                  | Crazed              |
| 1998 | Номінація | Best Couples Sex Scene (з Алексом Сандерсом)                   | Lost Angels         |
| 1998 | Номінація | Best Group Sex Scene (з Сінді Кокс і Алексом Сандерсом)        | Lost Angels         |
| 1998 | Номінація | найкраща виконавиця року                                       | Н/Д                 |
| 1999 | Номінація | краща акторка                                                  | Date From Hell      |
| 1999 | Номінація | Best All-Girl Sex Scene (з Рубі)                               | Wicked Covergirls   |
| 1999 | Номінація | найкраща виконавиця року                                       | Н/Д                 |
| 2000 | Перемога  | Краща акторка, відео                                           | Double Feature!     |
| 2000 | Номінація | Найкраща виконавиця року                                       | Н/Д                 |
| 2001 | Номінація | Найкраща виконавиця року                                       | Н/Д                 |
| 2001 | Перемога  | Краща акторка — відео                                          | M Caught in the Act |
| 2001 | Номінація | Best Group Sex Scene — Video (з Бріттані Ендрюс і Кайлі Стоун) | Wickedgirl.com      |
| 2002 | Номінація | Найкраща виконавиця року                                       | Н/Д                 |
| 2002 | Номінація | Краща акторка — відео                                          | XXX Training        |
| 2002 | Номінація | Best Couples Sex Scene — Video (with Ian Daniels)              | Jack & Jill         |
| 2005 | Перемога  | AVN Hall of Fame                                               | Н/Д                 |

| Рік  | Результат | Премія                            |
| ---- | --------- | --------------------------------- |
| 1997 | Номінація | Краща нова старлетка              |
| 1998 | Перемога  | Краща акторка (вибір фанатів)     |
| 1999 | Номінація | Краща акторка                     |
| 2000 | Перемога  | Best Actress (Fan's Choice)       |
| 2001 | Номінація | Краща акторка                     |
| 2002 | Номінація | Краща акторка                     |
| 2007 | Перемога  | Зал слави NightMoves Hall of Fame |

| Рік  | Результат | Премія                      | Фільм               |
| ---- | --------- | --------------------------- | ------------------- |
| 1998 | Номінація | Найкраща виконавиця року    | Н/Д                 |
| 2000 | Номінація | Найкраща виконавиця року    | Н/Д                 |
| 2001 | Номінація | Найкраща виконавиця року    | Н/Д                 |
| 2001 | Номінація | Single Performance, Actress | M Caught In The Act |
| 2002 | Номінація | Single Performance, Actress | XXX Training        |
| 2007 | Перемога  | Зал слави XRCO              | Н/Д                 |